# Discopus spectabilis
Discopus spectabilis es una especie de escarabajo longicornio del género Discopus, tribu Acanthoderini, subfamilia Lamiinae. Fue descrita científicamente por Bates en 1861.

## Descripción
Mide 17 milímetros de longitud.

## Distribución
Se distribuye por Brasil y Perú.